# Alma (samenwerkingsverband)
Alma is een samenwerkingsverband tussen de steden Aken, Luik en Maastricht. Alma staat voor: Aken, Luik en Maastricht Alliantie.
Deze stedelijke agglomeratie heeft ongeveer 2,1 miljoen inwoners. Dit kan echter verschillen van andere statistieken, waarschijnlijk omdat er in deze regio verschillende agglomeraties in elkaar overlopen. Zo zijn er de losse agglomeraties op zich (bijvoorbeeld Maastricht-Parkstad agglomeratie en Aken agglomeratie), Alma (zoals hierboven beschreven), en de Euregio Maas-Rijn. Deze laatste heeft ongeveer 3,9 miljoen inwoners en wordt vaker gebruikt dan Alma.